# Up the Hill Backwards
Up the Hill Backwards is een nummer van de Britse muzikant David Bowie en de titeltrack van zijn album Scary Monsters (and Super Creeps) uit 1980. Ook werd het in maart 1981 uitgebracht als de vierde en laatste single van het album. Het was tevens de laatste single die Bowie uitbracht op het platenlabel RCA Records.
De tekst wordt vaak gezien als commentaar op de publieke reactie op zijn scheiding met Angela Bowie en is een van de nummers op het album over de twee kanten van het beroemd zijn. De non-commerciële natuur van het nummer, in combinatie met het feit dat het nummer al zes maanden beschikbaar was als albumtrack, zorgde ervoor dat de single niet verder kwam dan de 32e plaats in het Verenigd Koninkrijk en de 49e plaats in Canada. Het was het eerste nummer dat werd gespeeld tijdens de shows in Bowie's Glass Spider Tour uit 1987.
Het nummer "Crystal Japan", een instrumentale track uit een Japanse commercial uit 1980, werd uitgebracht op de B-kant van de single. Oorspronkelijk zou "Teenage Wildlife" de B-kant worden van dit nummer, totdat Bowie ontdekte dat de fans hoge prijzen betaalden voor de import van de single "Crystal Japan", en stond erop dat het nummer ook in het Verenigd Koninkrijk werd uitgebracht.

## Tracklijst
- Beide nummers geschreven door Bowie.

1. "Up the Hill Backwards" - 3:14
2. "Crystal Japan" - 3:10

## Muzikanten
- David Bowie: zang, keyboards
- Robert Fripp: gitaar
- George Murray: basgitaar
- Dennis Davis: drums
- Tony Visconti: akoestische gitaar
- Roy Bittan: piano